# Generativni prethodno obučeni transformator
Generativni prethodno obučeni transformator (GPT) su tip velikih jezičkih modela (LLM) i prominentni okvir za generativnu veštačku inteligenciju. Oni su veštačke neuronske mreže koje se koriste u zadacima obrade prirodnog jezika. GPT-ovi su zasnovani na arhitekturi transformatora, prethodno obučeni za velike skupove podataka neoznačenog teksta i sposobni da generišu novi sadržaj slično ljudskom radu. Od 2023. godine većina LLM-a ima ove karakteristike i ponekad se široko nazivaju GPT-ovi.
Prvi GPT je uveo OpenAI 2018. godine. OpenAI je objavio veoma uticajne GPT fondacijske modele koji su naknadno numerisani, da bi obuhvatali svoju „GPT-n“ seriju. Svaki od njih je bio znatno sposobniji od prethodnog, zbog povećane veličine (broja parametara za obuku) i obuke. Najnoviji od njih, GPT-4, objavljen je u martu 2023. godine. Takvi modeli su bili osnova za njihove GPT sisteme koji su specifični za zadate zadatke, uključujući modele fino podešene za praćenje instrukcija — koji zauzvrat pokreću ChatGPT čatbot servis.
Termin „GPT” se takođe koristi u nazivima i opisima takvih modela koje su razvili drugi. Na primer, drugi modeli GPT osnova uključuju seriju modela kreiranih od strane EleutherAI, i sedam modela koje je kreirao Cerebras 2023. godine. Takođe, kompanije u različitim industrijama razvile su GPT-ove specifične za zadatke u svojim oblastima, kao što je Sejlsfosov „EinsteinGPT“ (za CRM) i Blumbergov „BloombergGPT“ (za finansije).